# Marcin Krygier
Marcin Adam Krygier – polski językoznawca, dr hab. nauk humanistycznych, profesor uczelni i kierownik Zakładu Historii Języka Angielskiego Wydziału Anglistyki Uniwersytetu im. Adama Mickiewicza w Poznaniu.

## Życiorys
23 września 1993 obronił pracę doktorską The Shift from Strong to Weak Verbs in English before 1500, 15 grudnia 1997 habilitował się na podstawie pracy zatytułowanej From regularity to anomaly: inflectional i-umlaut in middle English. Został zatrudniony na stanowisku profesora w Wyższej Szkole Biznesu w Pile i w Instytucie Filologii Angielskiej na Wydziale Neofilologii Uniwersytetu im. Adama Mickiewicza.
W l. 1995-96 stypendysta Programu Fulbrighta na University of California, Los Angeles (senior scholar).
Był profesorem nadzwyczajnym w Wyższej Szkole Pedagogiki i Administracji im. Mieszka I w Poznaniu, oraz dziekanem na Wydziale Humanistycznym Wyższej Szkole Biznesu w Pile, a także członkiem Zespołu Kierunków Studiów Humanistycznych Państwowej Komisji Akredytacyjnej.
Jest profesorem uczelni i kierownikiem w Zakładzie Historii Języka Angielskiego na Wydziale Anglistyki Uniwersytetu im. Adama Mickiewicza w Poznaniu.